# 李如筠
李如筠（？—？），字介夫，號虛谷，江西南安府大庾縣人，清朝詩人。

## 生平
乾隆五十二年（1787年）丁未科二甲第三名進士。選翰林院庶吉士，散館授編修。著有《蛾術齋試帖》，但因家境貧寒，其詩歌鮮少刻印，多已散佚。